# Videm
Videm là một khu tự quản (tiếng Slovenia: občine, số ít – občina) trong vùng Podravska của Slovenia. Videm có diện tích 80 km2, dân số là theo điều tra ngày 31 tháng 3 năm 2002 là 5247 người. Thủ phủ khu tự quản Videm đóng tại Videm pri Ptuju.